# Ángel Madrazo
Ángel Madrazo Ruiz (ur. 30 lipca 1988 w Santanderze) – hiszpański kolarz szosowy, zawodnik profesjonalnej grupy Burgos BH.

## Tour Down Under 2011
Podczas wyścigu na antypodach utarła się tradycja, polegająca na wybieraniu przez kibiców mało znanego zawodnika i traktowaniu go jak gwiazdy. Polega to na malowaniu jego nazwiska na drogach, zaczepianiu go w hotelach. Zawodnik ten musi pochodzić z kraju nieanglojęzycznego, zazwyczaj jest to pomocnik, który podczas wyścigu zajmuje się wożeniem wody i pracą na lidera. W 2011 roku Australijczycy wybrali właśnie Madrazo.

## Najważniejsze zwycięstwa i sukcesy
- 2008
  - 1. miejsce na 5a etapie Circuito Montańes
- 2011
  - 5. miejsce w GP Miguel Indurain
  - 5. miejsce w Prueba Villafranca de Ordizia
  - 4. miejsce w Mistrzostwach Hiszpanii w wyścigu ze startu wspólnego
- 2012
  - 5. miejsce w Tour Méditerranéen
  - 3. miejsce w GP Miguel Indurain
  - 5. miejsce w Klasika Primavera
  - 4. miejsce na 1. etapie Vuelta a la Comunidad de Madrid (I.T.T.)
- 2013
  - 2. miejsce w Prueba Villafranca de Ordizia
- 2014
  - 2. miejsce w Giro dell'Emilia
- 2019
  - 1. miejsce na 5. etapie Vuelta a España[1]
- 2021
  - 2. miejsce w Vuelta a Murcia